# Asociația de Fotbal a Mauritiusului
Asociația de Fotbal a Maurițiusului este forul ce guvernează fotbalul în Mauritius. Se ocupă de organizarea echipei naționale și a campionatului.